# Hubert Prom
Pour les articles homonymes, voir Prom.
Jean-Louis Hubert Prom est un négociant, armateur et homme politique français né à Pont-de-Larn le 14 novembre 1807 et mort à Bordeaux le 27 juin 1896.

## Biographie
Hubert Prom est le fils d'Alexis Hilaire Prom, propriétaire, et de Marie Rivière. Il épouse Marie Sophie Laporte, fille du maire de Gorée Armand Laporte, puis Marie Coraly Boyé, fille du négociant Jean Baptiste Boyé. Son fils, Henri Prom, est créé marquis romain par bref pontifical du 13 juillet 1891,,,.
Débarqué au Sénégal en 1822, Hubert Prom s'associe avec son cousin Hilaire Maurel pour fonder la société Maurel & Prom en 1831. Les deux cousins, nés dans le Tarn, à Pont-de-Larn, ont épousé deux sœurs signares. 
Il devient juge au Conseil d'appel de Saint-Louis-du-Sénégal et conseiller à la Cour d'appel de Saint-Louis en 1837.
Membre du Conseil général du Sénégal en 1840, il en devient secrétaire la même année, puis président en 1842 grâce à l'appui des notables mulâtres. Il en devient également délégué au Conseil d'administration de la Colonie en 1841.
Revenu à Bordeaux en 1844, il y créa une maison de commerce.
Juge au tribunal de commerce de Bordeaux en 1851, il devient membre en 1857, secrétaire en 1872, vice-président en 1877, puis président de 1885 à 1890 de la Chambre de commerce de Bordeaux.
Il acquiert le château de Beauval, à Bassens, en 1857 et y fait construire une éolienne en 1888
Le quai Hubert-Prom à Bordeaux fut nommé en son honneur.

### Sources
- Yves Péhault, « Le réseau d’influence bordelais : la "doyenne" Maurel & Prom jusqu’en 1914 »
- Yves-Jean Saint-Martin, « Le Sénégal sous le Second Empire: naissance d'un empire colonial, 1850-1871 », 1989
- Jean Lambert-Dansette, « Histoire de l'entreprise et des chefs d'entreprise en France », 2009